# Eremochelis rossi
Eremochelis rossi är en spindeldjursart som beskrevs av Muma 1986. Eremochelis rossi ingår i släktet Eremochelis och familjen Eremobatidae. Inga underarter finns listade i Catalogue of Life.